# A Noite Escura e Mais Eu
A Noite Escura e Mais Eu (título tirado de um verso de Cecília Meireles), publicado originalmente em 1995, por Lygia Fagundes Telles, enfeixa nove contos breves de alta intensidade dramática e extrema precisão literária. Usando ora a primeira, ora a terceira pessoa narrativa, Lygia parece colher sempre suas personagens no contrapé, em situações-limite que revelam o que elas têm de mais secreto e incomunicável. São, em geral, histórias de destinos frustrados em algum momento, seja por circunstâncias externas, seja por traumas e fantasmas interiores. Nestes contos de maturidade, a autora exibe toda a sua maestria narrativa, feita de sensibilidade e sutileza, onde não há lugar para o exibicionismo nem para a vulgaridade.
O livro ganhou os prêmios de Melhor Livro de Contos, concedido pela Biblioteca Nacional; Prêmio Jabuti, da Câmara Brasileira do Livro e Prêmio APLUB de Literatura.